# Tortol Lumanza
Tortol Jonathan Lumanza Lembi (Anversa, 13 aprile 1994) è un calciatore belga, di origini congolesi, centrocampista dell'Hønefoss.

## Carriera

### Club
Proveniente dalle giovanili del Beerschot, nel 2010 è entrato in quelle dello Standard Liegi. Il 19 maggio 2013 si è affacciato per la prima volta in prima squadra, accomodandosi in panchina in occasione del successo interno per 4-3 sul Lokeren, sfida valida per la 10ª giornata della fase finale del campionato 2012-2013.
In vista del campionato 2013-2014, Lumanza è passato in prestito al Sint-Truiden, in Tweede klasse. Ha debuttato in squadra il 3 agosto, subentrando a Rob Schoofs nella vittoria casalinga per 2-1 sul Visé. Il 7 settembre ha trovato la prima rete, con cui ha sancito il successo per 1-0 sul Brussels. Ha chiuso la stagione con 29 presenze e 3 reti, tra campionato e play-off.
Tornato allo Standard Liegi per fine prestito, il 15 luglio 2014 ha rinnovato il contratto che lo legava al club fino al 30 giugno 2016. Ha esordito nella Pro League il 25 luglio, schierato titolare nella vittoria interna per 3-0 sullo Charleroi. Il 5 agosto ha avuto l'opportunità di debuttare nelle competizioni europee per club: è stato impiegato nuovamente dal primo minuto nella sfida valida per l'andata del terzo turno di qualificazione alla Champions League 2014-2015, in cui il suo Standard Liegi ha battuto in trasferta il Panathīnaïkos col punteggio di 1-2. Ha totalizzato 21 presenze nel corso di quella stagione, tra campionato e coppa. Il 31 agosto 2015 ha rescisso consensualmente il contratto che lo legava allo Standard Liegi.
Libero da vincoli contrattuali, il 23 settembre 2015 ha firmato un contratto con il Waasland-Beveren. Ha debuttato con questa maglia il 5 dicembre successivo, sostituendo Zakaria M'Sila nel pareggio a reti inviolate contro la sua ex squadra dello Standard Liegi. Ha totalizzato 7 presenze in squadra, tra campionato e coppa, prima di liberarsi a parametro zero.
Il 13 gennaio 2017, i norvegesi dello Stabæk hanno reso noto sul proprio sito internet d'aver ingaggiato Lumanza, che ha firmato un contratto biennale col nuovo club. Ha esordito in Eliteserien il 2 aprile seguente, schierato titolare nel 3-1 inflitto all'Aalesund. Il 30 settembre 2017 ha trovato la prima rete nella massima divisione locale, attraverso cui ha contribuito al successo per 4-2 sul Vålerenga. Ha chiuso l'annata a quota 32 presenze e 3 reti, tra campionato e coppa.
L'11 gennaio 2018 viene acquistato dall'Osmanlıspor, con cui ha firmato un contratto di quattro anni e mezzo. Ha esordito in Süper Lig il 20 gennaio, subentrando a Mehmet Güven nel pareggio a reti inviolate contro lo Yeni Malatyaspor. La squadra è retrocessa in 1. Lig al termine di quella stessa annata.
Il 30 luglio è stato reso noto il suo ritorno allo Stabæk, a cui si è legato a titolo definitivo con un contratto pluriennale, dalla durata non specificata. Il 24 gennaio 2022 ha rescisso l'accordo con lo Stabæk.
Il 13 marzo 2023, dopo aver superato un provino durato circa tre settimane, Lumanza ha firmato un contratto con l'Hønefoss.

### Nazionale
Lumanza ha rappresentato il Belgio a livello Under-16, Under-17, Under-18 e Under-19.

## Statistiche

### Presenze e reti nei club
Statistiche aggiornate al 14 marzo 2023.
| Stagione           | Club               | Campionato         | Campionato | Campionato | Coppe nazionali | Coppe nazionali | Coppe nazionali | Coppe continentali | Coppe continentali | Coppe continentali | Supercoppe | Supercoppe | Supercoppe | Totale | Totale |
| Stagione           | Club               | Comp               | Pres       | Reti       | Comp            | Pres            | Reti            | Comp               | Pres               | Reti               | Comp       | Pres       | Reti       | Pres   | Reti   |
| ------------------ | ------------------ | ------------------ | ---------- | ---------- | --------------- | --------------- | --------------- | ------------------ | ------------------ | ------------------ | ---------- | ---------- | ---------- | ------ | ------ |
| 2013-2014          | Sint-Truiden       | D2                 | 24+5       | 3          | CB              | 0               | 0               | -                  | -                  | -                  | -          | -          | -          | 29     | 3      |
| 2014-2015          | Standard Liegi     | D1                 | 14         | 0          | CB              | 2               | 0               | UCL+UEL            | 2+3                | 0                  | -          | -          | -          | 21     | 0      |
| 2015-2016          | Waasland-Beveren   | D1                 | 6          | 0          | CB              | 1               | 0               | -                  | -                  | -                  | -          | -          | -          | 7      | 0      |
| 2017               | Stabæk             | ES                 | 28         | 2          | CN              | 4               | 1               | -                  | -                  | -                  | -          | -          | -          | 32     | 3      |
| gen.-giu. 2018     | Osmanlıspor        | SL                 | 17         | 0          | TK              | 1               | 0               | -                  | -                  | -                  | -          | -          | -          | 18     | 0      |
| 2018-2019          | Osmanlıspor        | 1L                 | 28         | 1          | TK              | 2               | 0               | -                  | -                  | -                  | -          | -          | -          | 30     | 1      |
| Totale Osmanlıspor | Totale Osmanlıspor | Totale Osmanlıspor | 45         | 1          |                 | 3               | 0               |                    | -                  | -                  |            | -          | -          | 48     | 1      |
| ago.-dic. 2019     | Stabæk             | ES                 | 11         | 0          | CN              | -               | -               | -                  | -                  | -                  | -          | -          | -          | 11     | 0      |
| 2020               | Stabæk             | ES                 | 23         | 0          | -               | -               | -               | -                  | -                  | -                  | -          | -          | -          | 23     | 0      |
| 2021               | Stabæk             | ES                 | 6          | 0          | CN              | 2               | 0               | -                  | -                  | -                  | -          | -          | -          | 8      | 0      |
| Totale Stabæk      | Totale Stabæk      | Totale Stabæk      | 68         | 2          |                 | 6               | 1               |                    | -                  | -                  |            | -          | -          | 74     | 3      |
| 2023               | Hønefoss           | 3D                 | 0          | 0          | CN              | 0               | 0               | -                  | -                  | -                  | -          | -          | -          | 0      | 0      |
| Totale carriera    | Totale carriera    | Totale carriera    | 157+5      | 6+0        |                 | 12              | 1               |                    | 5                  | 0                  |            | -          | -          | 180    | 7      |